# Radio (elemento)
El radio es un elemento químico de la tabla periódica. Su símbolo es Ra y su número atómico es 88.
Es de color blanco inmaculado, pero se ennegrece con la exposición al aire. El radio es un alcalinotérreo que se encuentra a nivel de trazas en minas de uranio. Es extremadamente radiactivo, un millón de veces más que el uranio. Su isótopo más estable, Ra-226, tiene un periodo de semidesintegración de 1602 años y se transmuta dando radón.
El radio, en forma de cloruro de radio, fue descubierto por Marie y Pierre Curie en 1898 del mineral extraído en Jáchymov. Extrajeron el compuesto de radio de uraninita y publicaron el descubrimiento en la Academia Francesa de Ciencias cinco días después. El radio fue aislado en su estado metálico por Marie Curie y André-Louis Debierne mediante la electrólisis del cloruro de radio en 1911.
En la naturaleza, el radio se encuentra en minerales de uranio y (en menor medida) torio en trazas tan pequeñas como una séptima parte de un gramo por tonelada de uraninita. El radio no es necesario para las funciones biológicas de los organismos vivos, y es probable que tenga efectos adversos para la salud cuando se incorpora a procesos bioquímicos debido a su radiactividad y reactividad química. Al 2014 aparte de su uso en medicina nuclear, el radio no tiene aplicaciones comerciales. Antiguamente, alrededor de la década de 1950, se usaba como fuente radiactiva para dispositivos radioluminiscentes y también en charlatanería radiactiva por su supuesto poder curativo. Estas aplicaciones se han vuelto obsoletas debido a la toxicidad del radio; en cambio, se utilizan isótopos menos peligrosos (de otros elementos) en dispositivos radioluminiscentes.

## Historia

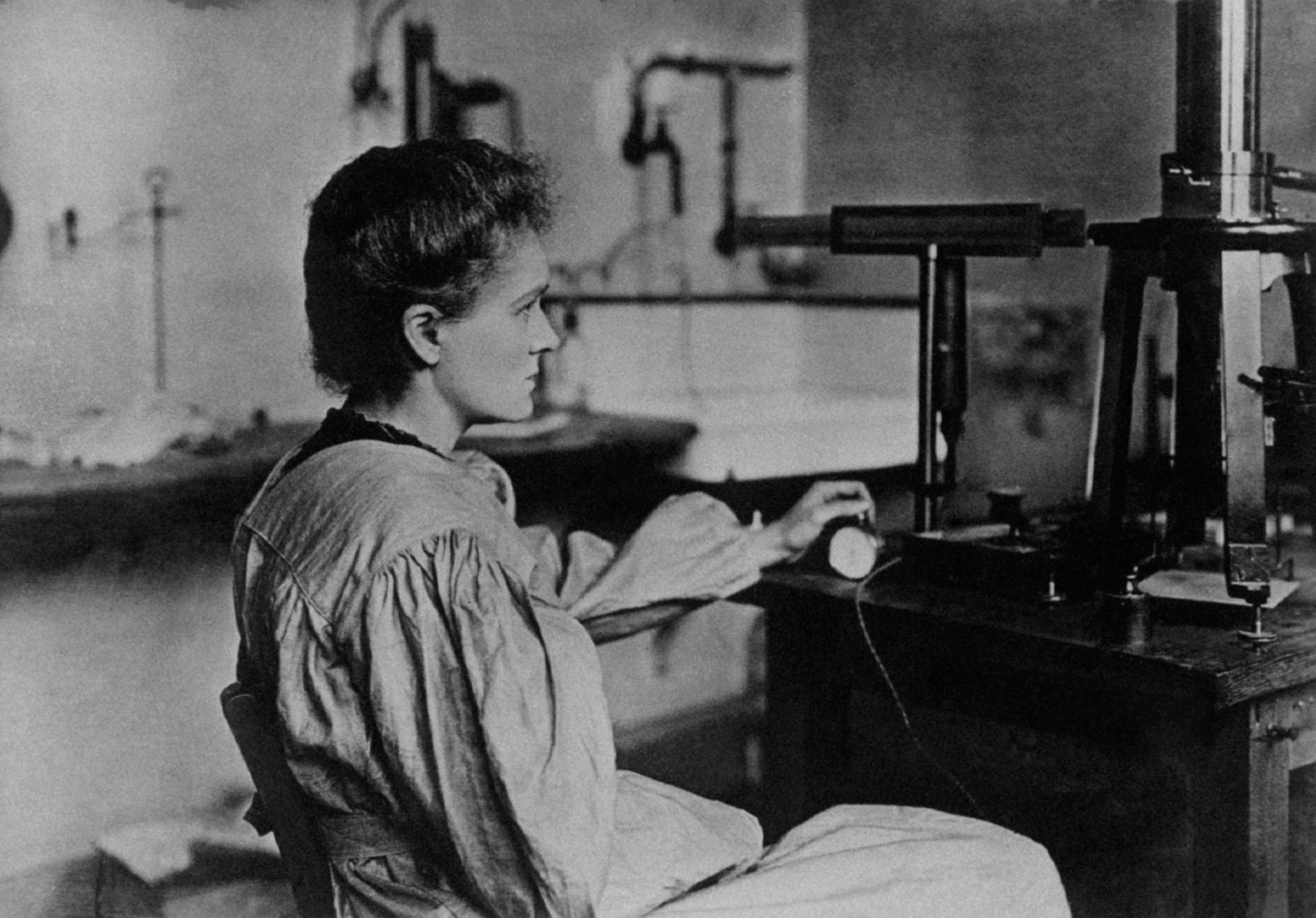
Marie Curie trabajando en su laboratorio en la Escuela Normal Superior de París. Allí logró aislar el elemento en su estado puro.

El radio (del latín radius, rayo) fue descubierto en 1898 por Marie Skłodowska-Curie y su marido Pierre Curie en una variedad de uraninita del norte de Bohemia. Mientras estudiaban el mineral, los Curie retiraron el uranio de él y encontraron que el material restante aún era radioactivo. Entonces produjeron una mezcla radioactiva hecha principalmente de bario que daba un color de llama rojo brillante y  líneas espectrales que no se habían documentado anteriormente. En 1910 el radio fue aislado por Curie y Andre Debierne en su metal puro mediante la electrólisis de una solución de cloruro puro de radio usando un cátodo de mercurio y destilando en una atmósfera de hidrógeno.
Históricamente, los productos de desintegración del radio han sido conocidos como Radio A, B, C, etc. Hoy se sabe que son isótopos de otros elementos, del siguiente modo:
- Emanación del radio - radón-222
- Radio A - polonio-218
- Radio B - plomo-218
- Radio C - bismuto-218
- Radio C1 - polonio-214
- Radio C2 - talio-210
- Radio D - plomo-210
- Radio E - bismuto-210
- Radio F - polonio-210

El 4 de febrero de 1936 el Radio E fue el primer elemento radiactivo preparado sintéticamente.
Durante los años 1930 se descubrió que la exposición de los trabajadores a pinturas luminiscentes causaba serios daños a la salud como llagas, anemia o cáncer de huesos. Por eso posteriormente se frenó este uso del radio. Esto ocurre porque el radio es asimilado como calcio por el cuerpo y depositado en los huesos, donde la radiactividad degrada la médula ósea y puede hacer mutar a las células. Desde entonces se ha culpado a la manipulación del radio de la prematura muerte de Marie Curie.

## Características principales
El radio es el elemento más pesado de los metales alcalinotérreos, es intensamente radiactivo y se parece químicamente al bario. Los preparados de radio son destacables porque son capaces de mantenerse a más alta temperatura que su entorno y por sus radiaciones, que pueden ser de tres tipos: rayos alfa, rayos beta y rayos gamma. Además, el radio produce neutrones si se mezcla con berilio.
Cuando se prepara el metal radio puro es de color blanco brillante, pero se ennegrece cuando se expone al aire debido a la rápida oxidación del metal con el oxígeno. Es luminiscente (dando un color azul pálido), se corrompe en agua para dar hidróxido de radio y es ligeramente más volátil que el bario.

## Isótopos
El radio tiene 25 isótopos diferentes, cuatro de los cuales se encuentran en la naturaleza; el más común es el radio-226. Los isótopos Ra-223, Ra-224, Ra-226 y Ra-228 son generados por desintegración del U y del Th. El Ra-226 es un producto de desintegración del U-238, además de ser el isótopo más longevo del radio con un periodo de semidesintegración de 1602 años. El siguiente más longevo es el Ra-228, un producto de fisión del Th-232, con un periodo de semidesintegración de 6,7 años.

## Yacimientos
El radio es un producto de descomposición del uranio y por lo tanto se puede encontrar en todas las minas de uranio. Originalmente se obtenía de las minas de pechblenda de Joachimstal, Bohemia (con una concentración de unas siete partes por millón, siete gramos de radio por tonelada de pechblenda ). De las arenas de carnotita de Colorado se obtiene también este elemento, pero se han encontrado minas más ricas en la República Democrática del Congo (minas del Alto Katanga) y el área de los Grandes Lagos en Canadá, además de poder obtenerse de los residuos radiactivos de uranio. Hay grandes depósitos de uranio en Ontario, Nuevo México, Utah y Australia, entre otros lugares.

## Producción

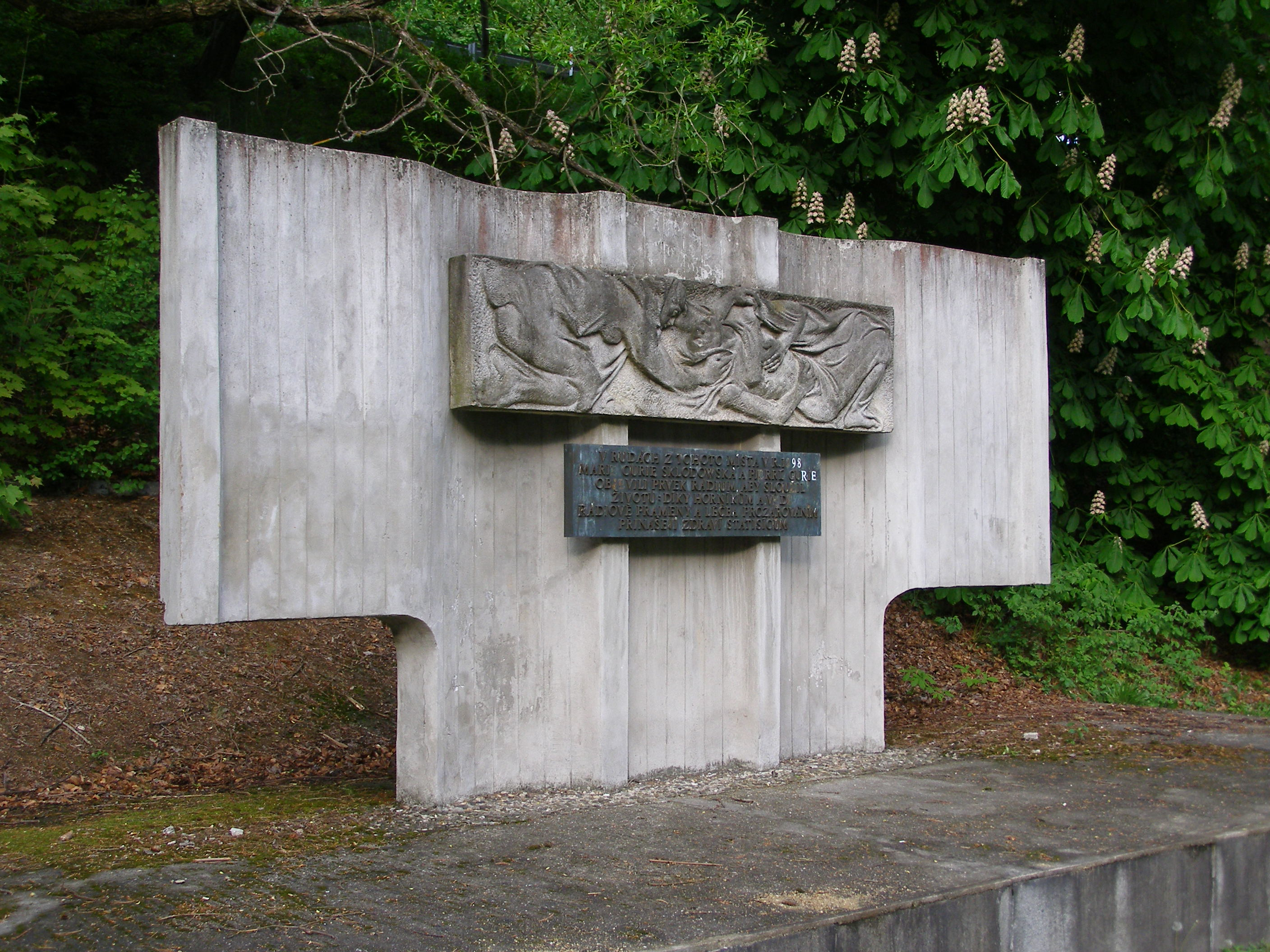
Monumento al descubrimiento del radio en Jáchymov.

El uranio no tenía una aplicación a gran escala a fines del siglo XIX y, por lo tanto, no existían grandes minas de uranio. Al principio, la única gran fuente de mineral de uranio eran las minas de plata en Jáchymov, Austria-Hungría (ahora República Checa). El mineral de uranio era solo un subproducto de las actividades mineras.
En la primera extracción de radio, Curie utilizó los residuos de la extracción de uranio de la pechblenda. El uranio había sido extraído por disolución en ácido sulfúrico dejando sulfato de radio, que es similar al sulfato de bario pero aún menos soluble en los residuos. Los residuos también contenían cantidades bastante importantes de sulfato de bario que, por lo tanto, actuaba como vehículo para el sulfato de radio. Los primeros pasos del proceso de extracción de radio consistieron en hervir con hidróxido de sodio, seguido de un tratamiento con ácido clorhídrico para minimizar las impurezas de otros compuestos. Luego, el residuo restante se trató con carbonato de sodio para convertir el sulfato de bario en carbonato de bario (que lleva el radio), haciéndolo así soluble en ácido clorhídrico. Después de la disolución, el bario y el radio se volvieron a precipitar como sulfatos; esto se repitió luego para purificar adicionalmente el sulfato mixto. Algunas impurezas que forman sulfuros insolubles se eliminaron tratando la solución de cloruro con sulfuro de hidrógeno, seguido de filtración. Cuando los sulfatos mixtos eran lo suficientemente puros, se convertían una vez más en cloruros mixtos; el bario y el radio a partir de entonces fueron separados por cristalización fraccionada mientras se monitoreaba el progreso usando un espectroscopio (el radio da líneas rojas  características en contraste con las líneas verdes del bario), y el electroscopio.
Después de que Marie y Pierre Curie aislaran el radio del mineral de uranio de Jáchymov, varios científicos comenzaron a aislar el radio en pequeñas cantidades. Más tarde, pequeñas empresas compraron relaves mineros de las minas Jáchymov y comenzaron a aislar el radio. En 1904, el gobierno austriaco nacionalizó las minas y dejó de exportar mineral en bruto. Hasta 1912, cuando aumentó la producción de radio, la disponibilidad de radio era baja.
La formación de un monopolio austríaco y la fuerte urgencia de otros países por tener acceso al radio llevaron a una búsqueda mundial de minerales de uranio. Estados Unidos asumió el cargo de principal productor a principios de la década de 1910. Las arenas de carnotita en Colorado proporcionan parte del elemento, pero se encuentran minerales más ricos en la Congo y el área del Lago Great Bear y el Gran Lago de los Esclavos del noroeste de Canadá. Ninguno de los depósitos se extrae para obtener radio, pero el contenido de uranio hace que la minería sea rentable.
El proceso de los esposos Curie todavía se usaba para la extracción industrial de radio en 1940, pero luego se usaron bromuros mixtos para el fraccionamiento. Si el contenido de bario del mineral de uranio no es lo suficientemente alto, es fácil agregar algo para transportar el radio. Estos procesos se aplicaron a minerales de uranio de alta ley, pero es posible que no funcionen bien con minerales de baja ley.
Todavía se extraían pequeñas cantidades de radio del mineral de uranio mediante este método de precipitación mixta e intercambio de iones hasta la década de 1990, pero a partir de 2011 se extraen únicamente del combustible nuclear gastado. En 1954, el suministro mundial de radio purificado ascendía a unos 5 libras (2,3 kg) y aun en el 2015 es más o menos el mismo, mientras que la producción anual de compuestos de radio puro es de solo unos 100 g en total a partir de 1984. Los principales países productores de radio son Bélgica, Canadá, la República Checa, Eslovaquia, el Reino Unido y Rusia. Las cantidades de radio producidas fueron y son siempre relativamente pequeñas; por ejemplo, en 1918 se produjeron 13,6 g de radio en los Estados Unidos. El metal se aísla reduciendo el óxido de radio con aluminio metálico en vacío a 1200 °C.

## Aplicaciones
Radioisótopos descubiertos recientemente, como los de cobalto-60 y cesio-137, están reemplazando al radio, incluso en estos limitados usos, dado que son más potentes y más seguros de manipular. A nivel biológico se encuentra concentrado en los huesos y puede reemplazar al calcio. Como la exposición a la radiación del radio ocasiona la destrucción de tejidos malignos, este elemento es muy utilizado en terapias para detener el crecimiento del cáncer.
Otros usos son:
- Antiguamente se usaba en pinturas luminiscentes para relojes y otros instrumentos. Más de cien pintoras de esferas de reloj, que usaban sus labios para moldear el pincel, murieron a causa del envenenamiento por radiación. Años más tarde este caso daría notoriedad pública a los efectos adversos de la radiactividad. A finales de los sesenta aún se usaba el radio en las esferas de reloj. Los objetos pintados con estas pinturas son peligrosos y han de ser manipulados convenientemente. Hoy en día, se usan fosfatos con pigmentos que capturan la luz en vez de radio.
- Cuando se mezcla con berilio, es una fuente de neutrones para experimentos físicos.
- El cloruro de radio se usa en medicina para producir radón, que se usa en tratamientos contra el cáncer.
- Una unidad de radiactividad, el curio, está basada en la radiactividad del radio-226.
- El radio se empleaba a principios de siglo hasta los años 30 en medicinas, entre ellos el Radithor (agua destilada con radio), que lo describían como solución ante todos los males.

Las personas que lo consumían sufrían de envenenamiento, como fue el caso del deportista Eben byers a quien se le desprendió la mandíbula a causa de esto. El radio también se mezclaba con pastas dentales, chicles, cremas y una infinidad de cosas más. Se brindaba con Radithor y, a menudo, este elemento se empleaba en los cristales, para darles una tonalidad verdosa brillante en la oscuridad. La razón de todo esto es que se creía que todo lo que contenía radio significaba un avance.

## Las chicas del radio
Durante la Primera Guerra Mundial, una empresa llamada United States Radium Corporation fabricaba relojes luminiscentes para que los soldados estadounidenses que peleaban pudieran ver la hora en la noche. Las trabajadoras los pintaban con una pintura llamada undark hecha a base de este elemento, pero no sabían que este material era peligroso ya que chupaban los pinceles para pintar los relojes con precisión. Con el paso del tiempo, las empleadas comenzaron a morir debido a la radiación. Fue el primer antecedente de proteger a los trabajadores de las enfermedades laborales.